# Allen Payne
Pour les articles homonymes, voir Payne.

Allen Payne est un acteur américain, né le 7 juillet 1968 à Harlem, New York, (État de New York, États-Unis).

## Biographie
Payne est né Allen Roberts dans le quartier d'Harlem à New York de parents afro-américains. Il apparaît pour la première fois à la télévision en 1990 dans le Cosby Show, où il interprète pendant deux saisons Lance Rodman, le petit ami de Charmaine. En 1992, il joue Marcus Stokes dans un épisode de la deuxième saison du Prince de Bel-Air. Il fait également une apparition dans Malcolm & Eddie (en) où il interprète Preston.
Payne est apparu dans de nombreux films : en 1994, il obtient le premier rôle de Jason's Lyric avec Jada Pinkett Smith. Il a également un rôle de premier plan dans la comédie CB4 produite par Nelson George (en), dont le scénario est de George et Chris Rock, où il joue « Dead Mike » - une parodie de hip-hop où il partage la vedette avec Chris Rock, Charlie Murphy et Khandi Alexander et dans lequel Ice-T, Ice Cube, Shaquille O'Neal, Flavor Flav et Eazy-E apparaissent dans des caméos. Il est aussi apparu dans New Jack City, Un vampire à Brooklyn, Double Platinum (en), et En pleine tempête.
Il a également étudié la danse sur la 52e rue à Camden.
En 2006, il obtient l'un des rôles principaux de la série Tyler Perry's House of Payne (en), un rôle qu'il interprète jusqu'à la fin de la série en 2012. Il est également apparu dans le clip vidéo de Stacy Lattisaw I'm Not The Same Girl.

## Filmographie
- 1989 : Rooftops : Kadim
- 1989 : Cookie : Extra
- 1991 : New Jack City : Gee Money
- 1993 : CB4 : Euripides / Dead Mike
- 1994 : Jason's Lyric : Jason Alexander
- 1995 : Un vampire à Brooklyn (Vampire in Brooklyn) : Detective Justice
- 1995 : The Walking Dead : Cole Evans
- 1995 : Pilotes de choix (The Tuskegee Airmen) (TV) : Walter Peoples
- 1998 : Sonia Horowitz, l'insoumise (A Price Above Rubies) : Ramon Garcia
- 1999 : Double platine (Double Platinum) (TV) : Ric Ortega
- 2000 : En pleine tempête (The Perfect Storm) : Alfred Pierre
- 2001 : 30 Years to Life : Malik
- 2001 : Commitments (TV) : Van Compton
- 2001 : Blue Hill Avenue : Tristan
- 2003 : Playas Ball : Cedric Tinsley
- 2006 : House of Payne (série TV) : Curtis Junior
- 2006 : Crossover : Kemp